# コンスタンチン・ウシャコフ
コンスタンチン・アナトリエヴィチ・ウシャコフ（ロシア語: Константин Анатольевич Ушаков, 1970年3月24日 - ）は、ロシアの男子バレーボール選手、指導者。オムスク出身。ポジションはセッター。元ロシア代表。

## 来歴
1991年、ナショナルチーム代表に選出され、ソ連代表のセッターとしてワールドリーグに出場。同年欧州選手権とワールドカップで優勝を経験した。翌1992年バルセロナオリンピックにはEUN代表として出場した。
ロシア代表としてはオリンピックに3大会出場し、2000年シドニーオリンピックで銀メダル、2004年アテネオリンピックで銅メダルを獲得した。また、1999年ワールドカップで金メダル獲得に貢献し、2002年ワールドリーグでは初優勝を飾った。
2013年に現役引退し、女子クラブのディナモ・クラスノダールのコーチを務め、2014年6月に監督に就任した。
2021年からはディナモ・モスクワ女子チームの監督を務める。

## 球歴
- オリンピック - 2000年（銀メダル）、2004年（銅メダル）
- 世界選手権 - 2002年（銀メダル）、1998年（5位）
- ワールドカップ - 1991年（金メダル）、1999年（金メダル）
- ワールドリーグ - 2002年（優勝）、1993年、1998年、2000年（準優勝）
- 欧州選手権 - 1991年（優勝）

## 所属クラブ
- トレンティーノ・バレー （2000-2001年）
- SSKアンカラ （2002-2003年）
- ディナモ・モスクワ （2003-2005年）
- ファケル・ノヴィ・ウレンゴイ （2006-2007年）
- ウラル・ウファ （2008-2010年）
- ディナモ・クラスノダール（2010-2011年）
- クズバス・ケメロヴォ（2011-2013年）

## 指導歴
- ディナモ・クラスノダール (女子)（2013-2021年）
- ロシア女子代表（2017年）
- ディナモ・モスクワ(女子)（2021-）